# Піраміда (футбольна тактика)

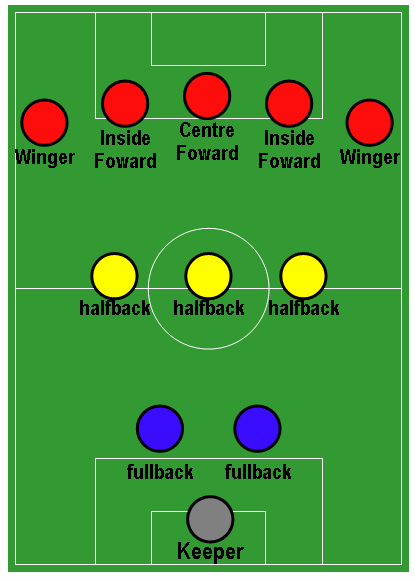
«Піраміда» (2-3-5)

«Піраміда» (англ. Pyramid) — футбольна побудова гравців за схемою 2-3-5. Вважається однією з перших офіційних футбольних побудов.

## Історія
Перша згадка про розстановку 2-3-5 відноситься до 1877 року, коли команда «Рексем» виграла Кубок Уельсу, граючи по розстановці з трьома півзахисниками і п'ятьма нападниками. Більш популярною розстановка стала в 1883 році, коли на гру вийшла в той час команда Кембриджського університету. Таку схему і застосовували більшість провідних команд на початку XX століття (аж до 1940-х років).

## Детальний опис схеми
З 10 польових гравців на захист, як видно з розстановки, відправлялися тільки дві людини, які охороняли центр оборони. На допомогу їм могли відправлятися тільки два крайніх півзахисника. Третій півзахисник грав ближче до нападу нарівні з п'ятьма іншими гравцями.
Саме в цій схемі був досягнутий баланс між обороною і атакою: центральні захисники могли стежити за вінгерами противника, а півзахисники контролювали трьох форвардів. П'ять інших гравців чекали передачі м'яча і завдали ударів по воротам.
Після появи цієї схеми також народилася ідея про передачу гравцям футболок з ігровими номерами від «1» до «11».

## Варіації

### Дунайська схема
Дунайської схеми дотримувалися команди Австрії, Чехії і Угорщини в 1920-ті роки. Згодом цю схему зберегла збірна Австрії, створивши «диво-команду» зразка 1930-х років. Відмінності полягали в гру в короткий пас і індивідуальні навички кожного гравця.